# Mollinedia luizae
Mollinedia luizae là một loài thực vật có hoa trong họ Monimiaceae. Loài này được Peixoto miêu tả khoa học đầu tiên.